# Сокольниково (Можайский район)
Сокольниково — село в Можайском районе Московской области, центр Юрловского сельского поселения. До 2006 года Сокольниково входило в состав Юрловского сельского округа. В Сокольниково действует средняя школа, детский сад № 21, отделение почты, фельдшерско-акушерский пункт, автобусное сообщение с Можайском.
Село расположено в южной части района, на правом берегу реки Берега (приток Протвы)<, примерно в 22 км к юго-западу от Можайска, высота центра над уровнем моря 210 м. Ближайшие населённые пункты — Жизлово на противоположном берегу реки, посёлок лесхоза Сокольниково в 300 м на юго-восток и Елево в 1,5 км на северо-восток. В полукилометре от села проходит региональная автодорога 46К-1130 Уваровка — Можайск.

## Население
| 2002 | 2006 | 2010 |
| ---- | ---- | ---- |
| 837  | ↗885 | ↗957 |